# 謝爾蓋·卡拉肖夫 (裁判)
謝爾蓋·根納季耶維奇·卡拉肖夫（俄语：Сергей Геннадьевич Карасёв，1976年6月12日—），俄羅斯足球裁判。
卡拉肖夫於2010年成為國際足協裁判。　他曾於2014年世界盃歐洲外圍賽執法，第一場賽事為蘇格蘭對馬其頓。